# 美捷香港商用飛機
美捷香港商用飛機有限公司（英文：Metrojet Limited）是一個總部設在香港的私人包機公司，為香港商人米高·嘉道理創辦的香港航空集團之主要業務，提供全面的公務機托管、包機、維修保養和諮詢服務，並於菲律賓和北京設立分部。美捷香港商用飛機有限公司現時以Metrojet名義提供服務。
美捷香港商用飛機有限公司是嘉道理集團成員，半島酒店的姊妹公司。美捷香港商用飛機有限公司在1997年6月獲頒航空運輸企業經營許可證，是香港首間商務航空服務供應商。

## 爭議
有實習生在網上分享在該公司工作時，因提前近一個月完成工作項目，而使用電話做私事，因此被上司即時解僱，其後該公司致電郵至其大學，要求實習生道歉及刪除貼文，引來大量網民詬病，引發熱論，甚至有疑似該公司的人力資源部門員工在實習生的貼文中威脅恐嚇實習生將會受到業內封殺。
另外有網民分享科技大學女實習生表示在該公司工作愉快，甚至於社交媒體張貼多張工作照片，引起網民質疑女實習生上班拍照，屬於私事性質，卻爲何沒有受到處分，讓其他網民懷疑該公司袒護女性實習生。

## 外部連結
- Metrojet （页面存档备份，存于）